# Шибчар (подокруг)
Шибчар (бенг. শিবচর, англ. Shibchar) — подокруг в центральной части Бангладеш в составе округа Мадарипур. Образован в 1930 году. Административный центр — город Шибчар. Площадь подокруга — 321,88 км². По данным переписи 1991 года численность населения подокруга составляла 306 082 человека. Плотность населения равнялась 951 чел. на 1 км². Уровень грамотности населения составлял 29,6 %. Религиозный состав: мусульмане — 95,32 %, индуисты — 4,12 %, прочие — 0,56 %.